# KG Mobility
KG Mobility, korejsky 케이지모빌리티 주식회사 (v letech 1988–2023 SsangYong Motor Company / |쌍용자동차) je čtvrtý největší jihokorejský výrobce automobilů.

## Historie
SsangYong (v překladu „dva draci“) vznikl sloučením dvou společností: autodílny Dong-hwan (založena v roce 1954) a Dongbang Motor Co (založena v roce 1962). V roce 1963 se tyto společnosti sloučily pod názvem Hadong-hwan Motoru Co.
V roce 1964 Hadonghwan Motor Company začalo stavět džípy pro americkou armádu, dále také náklaďáky a autobusy. Na začátku roku 1976 Hadonghwan produkoval vozidla pro nejrůznější účely. V roce 1977 změnil jméno na Dong-A Motor. V roce 1988 byl převzat společností Ssangyong Business Group a změnil jméno na SsangYong Motor.
V roce 1991 začala technologická spolupráce s firmou Daimler-Benz. V roce 1987 SsangYong získal britský výrobce automobilů Panther Westwinds.
V roce 1997, kdy firma Daewoo Motors koupila akcie Ssangyong Group, se společnost dostala do hlubokých finančních problémů. V roce 2004 koupila 51 % akcií SsangYong Motor Company čínská automobilka SAIC.
V lednu 2009 byla po 75 milionech ztráty na společnost uvalena nucená správa. Firemní zaměstnanci a analytici obvinili SAIC z krádeže technologií společnosti a z neplnění přislíbených investic. SAIC popřela, že by její zaměstnanci prováděli technologickou špionáž. SAIC byl obviněn úřadem jihokorejského veřejného žalobce z porušování firemních předpisů a jihokorejských zákonů, a z uskutečnění transferu patentovaných technologií vyvíjených s finanční podporou jihokorejské vlády. Na konci května 2009, po oznámení silného propouštění, vypukla ve společnosti stávka. Dne 14. srpna 2009 protesty skončily a společnost po 77denní přestávce znovu zahájila produkci.
V listopadu 2010 se majoritním vlastníkem stala indická společnost Mahindra. V srpnu 2022 byla společnost SsangYong převzata jihokorejskou skupinou KG Group a v březnu 2023 došlo k jejímu přejmenování na KG Mobility (KGM).

## Modelová řada

### Osobní vozidla a SUV
- Actyon (2006)
- Actyon Sport (2006)
- Chairman H (1997–2014)
- Chairman W (2008–2017)
- Family
- Koronado Family
- New Family
- Kallista (1982–1993)
- Kyron
- Korando I (1982–1996)
- Korando II (1996–2006
- Korando III (2010–2019)
- Korando IV (2019)
- Kyron (2005–2014)
- Musso (1993–2005)
- Musso Sport (2003–2005)
- Musso Pickup (2018)
- Rexton (2001 2005)
- Rexton II (2006)
- Rexton Y400 (2017)
- Rodius/Stavic (2004)
- Tivoli (2015)
- XLV (2016)

## Nákladní vozidla a autobusy
- DA Truck
- SY Truck
- Transstar
- Istana (1995–2003)